# Джеймс Сиърс
Джеймс Николас Сиърс (на английски: James Nicholas Sears; роден като Димитриус Сарафопулос (Dimitrious Sarafopoulos) на 14 септември), е канадски журналист и публична личност от гръцко-руски произход, православен.
Той е главният редактор на вестник Your Ward News в Торонто. Дипломиран лекар с отнети права поради изяви като съблазнител (пик-ъп-артист), той се кандидатира неуспешно на местни (2014) и федерални (2015) избори.

## Медицински фон
Сиърс е обучен като лекар и се представя като пенсиониран канадски медицински директор на въоръжените сили (капитан). През 1980-те години, докато е студент по медицина канадските въоръжени сили, Сиърс е мъмрен за непостоянно поведение и завършва през 1988 г. въпреки „документираните резерви“. По време на последвалия си стаж е преценен като „незрял“ и е влязъл в психотерапията през 1990 г. След оплаквания от пациентки се признава за виновен по 2 обвинения в сексуално насилие и медицинското му разрешение е оттеглено от Колежа на лекарите и хирурзите на Онтарио през 1992 г.
През 1994 г. Сиърс започва втората група за консултации „Медицинско-правни консултанти“, като предлага „медицински разузнавателни услуги“ като медицински проби за бъдещи служители на своите клиенти и изследвания за лица, подложени на медицински процедури за злоупотреби. През 2001 г. в Toronoto Star се съобщава, че са били наети от „Канадска гума“ и Комисията за транспорт в Торонто.